# (32071) Matthewretchin
2000 JG61 (asteroide 32071) é um asteroide da cintura principal. Possui uma excentricidade de 0.07583400 e uma inclinação de 7.34643º.
Este asteroide foi descoberto no dia 7 de maio de 2000 por LINEAR em Socorro.